# Honda RC213V-S
Die RC213V-S ist ein Motorrad der Kategorie Supersportler/Superbike des japanischen Herstellers Honda, von dem in den Jahren 2015 und 2016 250 Exemplare von einem speziellen Team in Einzelanfertigung gebaut wurden.
Sie ist eine straßenzugelassene Replik der MotoGP-Werksmaschine Honda RC213V.

## Unterschiede zum MotoGP-Motorrad
Die Pneumatischen Ventilfedern wurden durch Schraubenfedern ersetzt. Das sogenannte „Seamless-Getriebe“ kommt ebenfalls nicht zum Einsatz. Es wurde durch ein straßentaugliches ersetzt. Diese beiden Bauteile wurden der RCV1000R, dem MotoGP-Motorrad der Open-Kategorie, entlehnt. Der Lenkeinschlag wurde von 15 auf 28 Grad erweitert. Des Weiteren wurden folgende Teile für die Straßenzulassung ergänzt: Beleuchtung, Kennzeichenhalter, Hupe, Seitenständer, Tachometer und Rückspiegel.

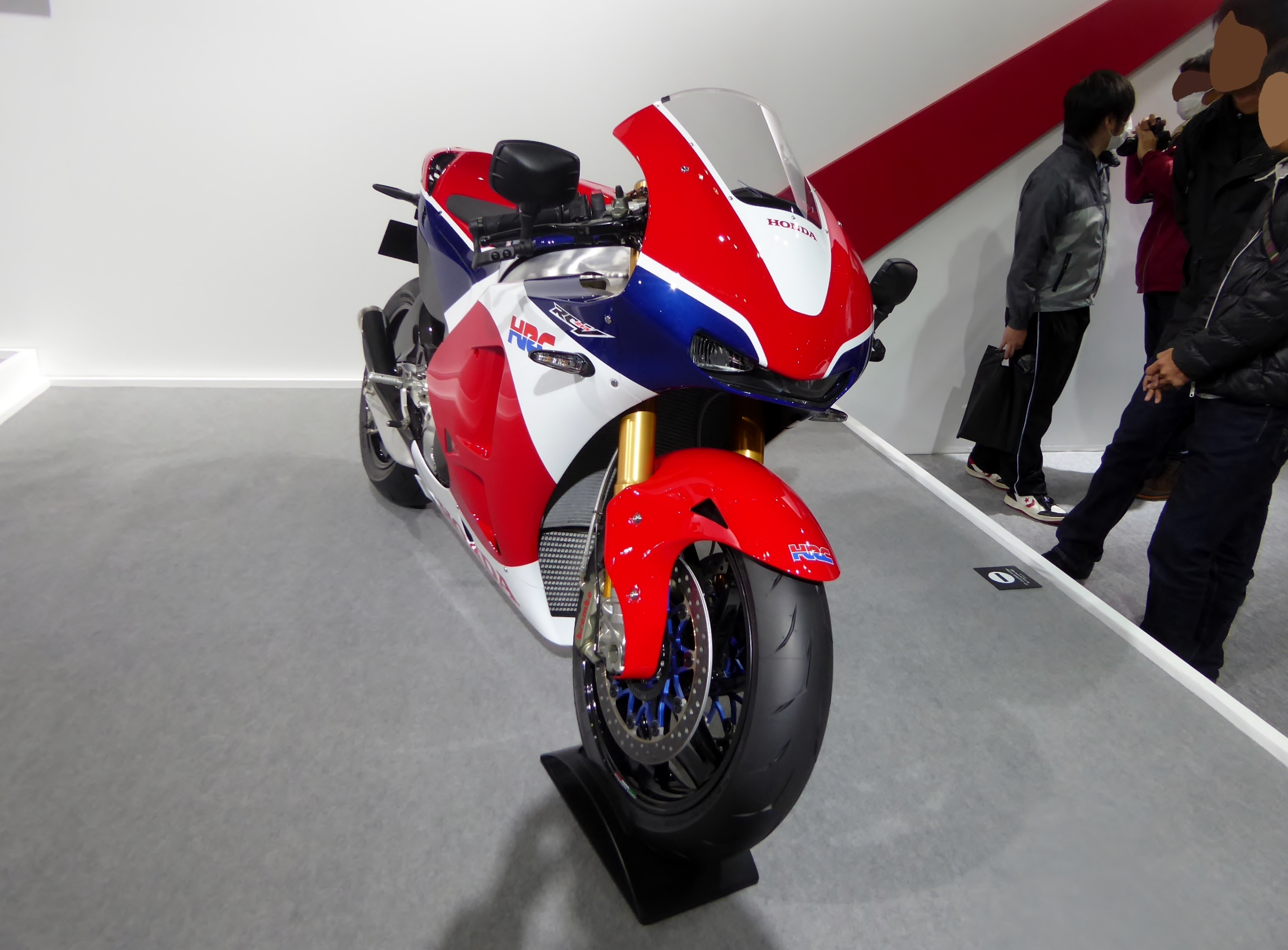
Ansicht von vorne
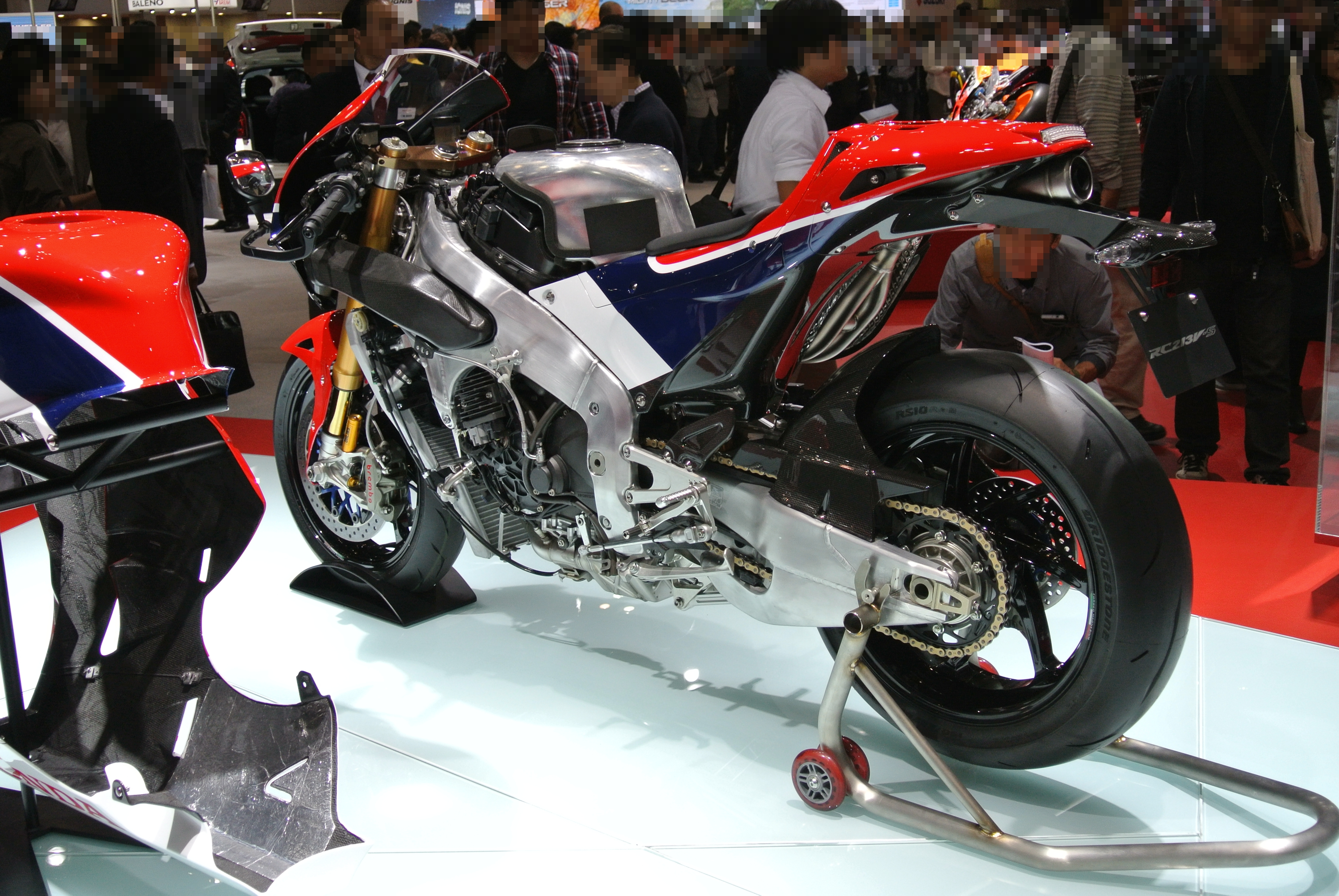
Ansicht von links (Ohne Verkleidungsteile)
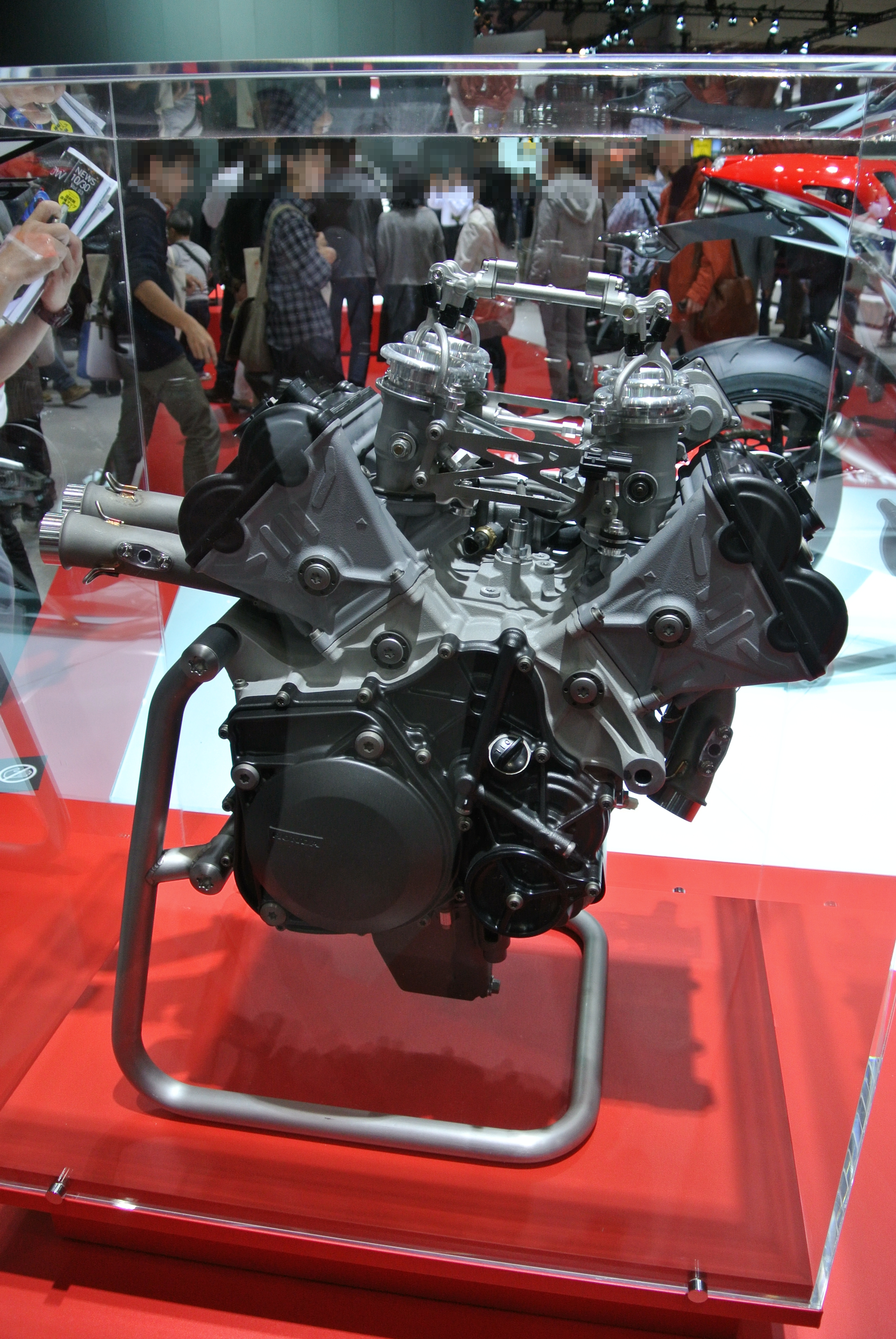
Motor

## Sonstiges
Im Rahmen des Großen Preises von Katalonien am 14. Juni 2015 wurde das Motorrad von dem zweimaligen MotoGP-Weltmeister Casey Stoner für einige Demonstrationsrunden gefahren.
Potentielle Käufer konnten zwischen dem 13. Juli 2015 und 30. September 2015 ein Reservierungs-Formular, auf der eigens eingerichteten Homepage, ausfüllen. Der Kaufpreis für das Motorrad betrug 188.000 Euro. Für weitere 12.000 Euro konnte man zum Motorrad einen Race-Kit erwerben.